# Смоленські римсько-католицькі єпископи
Єпископи Смоленської дієцезії Католицької церкви

## Єпископи ординарії
- Петро Парчевський (1636—1649)
- Францішек Долмат-Ісайковський (1650—1654)
- Єронім Владислав Санґушко (1655—1657)
- Юрій Білозор (1658—1661)
- Казимир Пац (1664—1667)
- Ґотард Ян Тизенгауз (1668—1669)
- Александер Котович (1673—1685)
- Костянтин Бжостовський (1685—1687)
- Євстахій Станіслав Котович (1688—1704)
- Ян Згерський (1706—1710)
- Олександр Микола Гараїн (1711—1716)
- Людвік Кароль Оґінський (1717—1718)
- Кароль Пйотр Панцежинський (1721—1724)
- Боґуслав Корвін Ґосєвський (1725—1744)
- Єжи Миколай Гильзен (1745—1763)
- Ґабріель Водзінський (1772—1788)
- Адам Нарушевич (1788—1790)
- Тимотей Ґоженский (1790—1809)

## Єпископи коад'ютори
- Ґабріель Водзінський (1759—1772)
- Адам Нарушевич (1775—1788)